# Xylopia sericea
Xylopia sericea là một loài thực vật thuộc họ Annonaceae. Đây là loài bản địa của thảm thực vật Cerrado ở Brasil.

## Hình ảnh

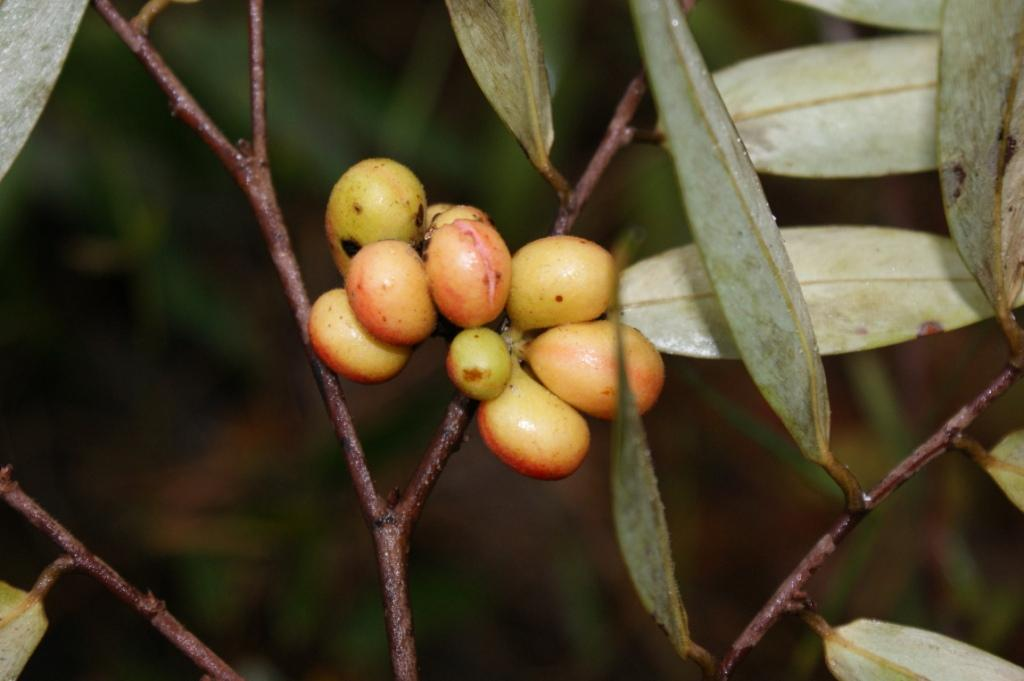
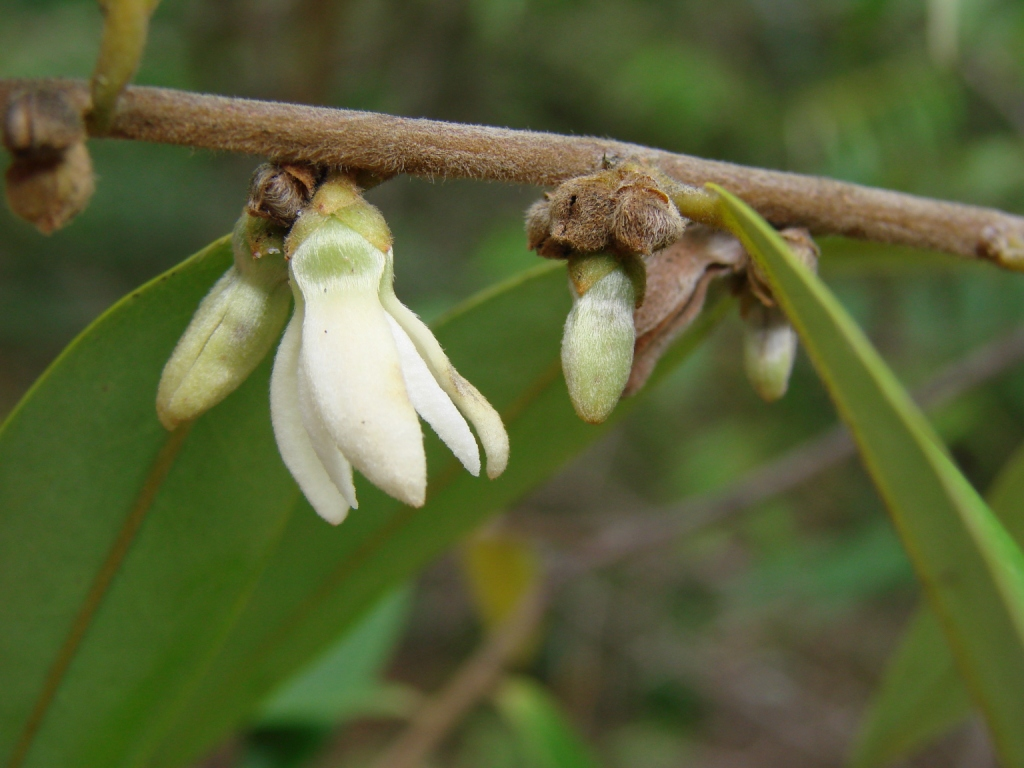